# Capensibufo tradouwi
Capensibufo tradouwi är en groddjursart som först beskrevs av Hewitt 1926.  Capensibufo tradouwi ingår i släktet Capensibufo och familjen paddor. IUCN kategoriserar arten globalt som livskraftig. Inga underarter finns listade.